# 擬似的超新星

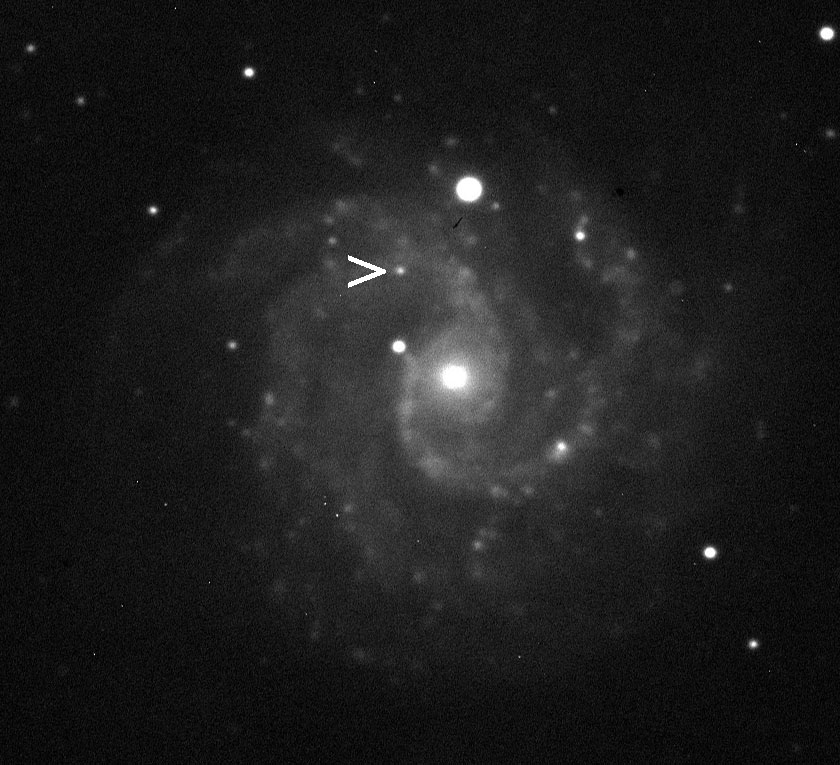
NGC 3184に出現した擬似的超新星SN 2010dn。

擬似的超新星（ぎじてきちょうしんせい、英: supernova impostor）とは、スペクトル型がIIn型超新星に似ている爆発的な天文現象を指す用語である。したがって、超新星と名が付くが、超新星爆発とは異なる現象である。

## 概要
擬似的超新星は、水素のスペクトル線の幅が狭く、膨張速度が小さいという特徴を持つ。そのスペクトル線がIIn型超新星と類似しているが、実際の超新星と比べると、エネルギーは1%ほどと小さい。ただし小さいと言っても、新星と比べればかなり大きい爆発である。絶対等級は-10等級から-14等級と超新星と比べて5等級ほど暗く、膨張速度も1000km/sから4000km/sと遅い。
擬似的超新星は普通の超新星と比べて暗いため、これまでIIn型に分類されてきた超新星の暗いものがこの擬似的超新星である可能性がある。事実、II型やIb型、Ic型と比べると、IIn型は暗い等級の割合がわずかながら多い。

## 正体

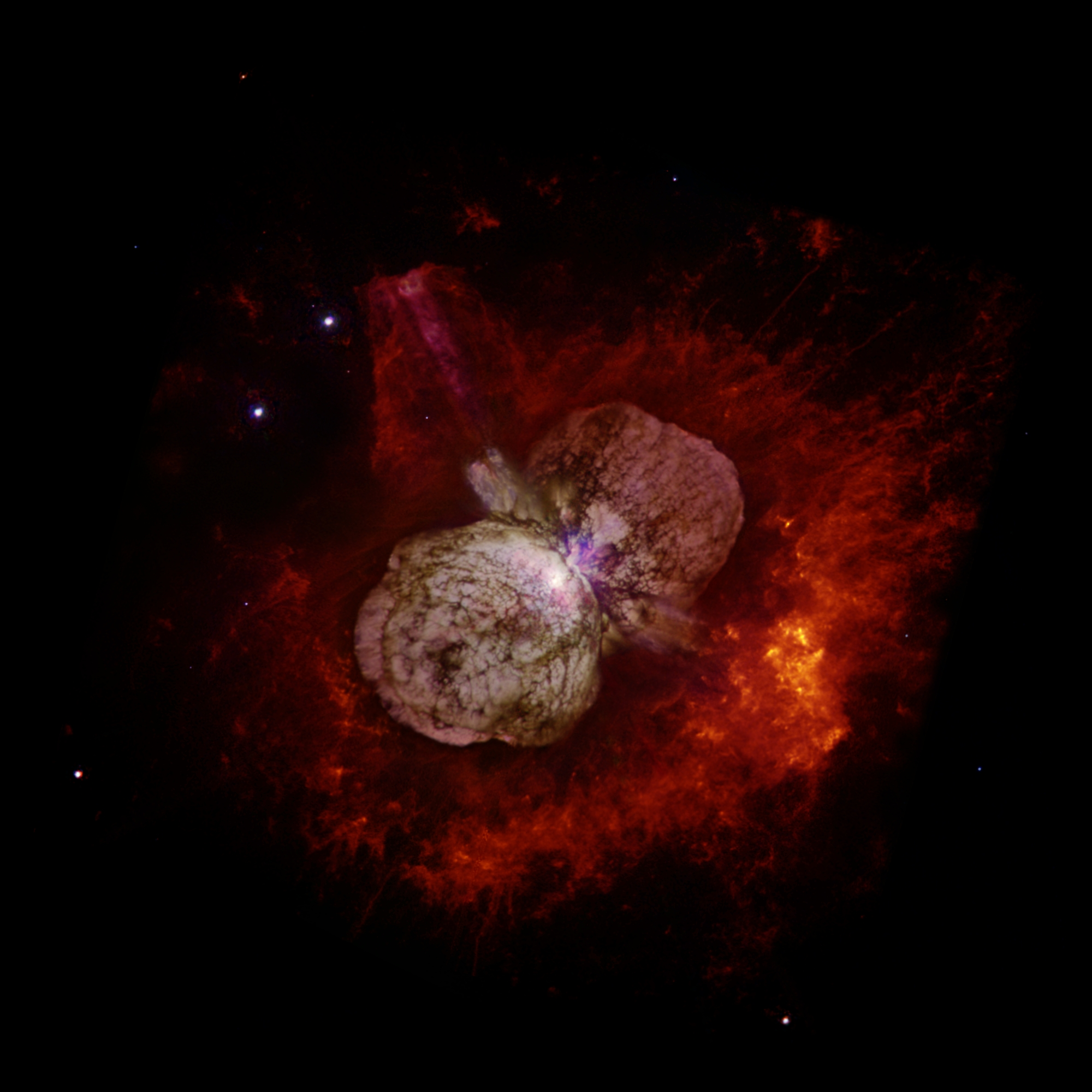
何度も擬似的超新星を起こしていると考えられているりゅうこつ座η星。

擬似的超新星は、極めて明るい恒星である高光度青色変光星(LBV)で起こっていると考えられている。LBVは、重いものでは太陽の100倍以上の質量を持つ極めて重い恒星であり、自らの放射圧で自身を構成している物質を吹き飛ばしている。このような放出が時々爆発的なものになると、恒星が数等級明るくなる変光星として観測される。擬似的超新星に分類される現象の恐らく最初の観測例は、りゅうこつ座η星の1841年から1843年にかけての増光である。この時、りゅうこつ座η星は-0.8等級に達し、カノープスの−0.72等級を抜き、シリウスの−1.47等級についで2番目に明るい天体となった。シリウスは地球から8.6光年、カノープスは310光年の距離にあるのに対し、りゅうこつ座η星は7500光年離れている。天体の明るさは距離の2乗に反比例することを考えると、極めて明るくなったことがわかる。
擬似的超新星がLBVの一部分の爆発現象であるのならば、爆発をした後も恒星が残っているはずである。実際に擬似的超新星であると思われている超新星爆発のうち、SN 1954J、SN 1961V、SN 1997bsは、爆発の数年後に恒星があることが確認されている。爆発後しばらく経ってからしか観測されないのは、爆発からしばらくは自ら出した物質に邪魔されて本体の観測が出来ないためであると考えられている。事実、りゅうこつ座η星は、中心にある恒星の周りには自身が放出した物質を何重にも取り巻かれている。

## その他
擬似的超新星を起こす恒星は、水素で構成された外層を失って内部のヘリウム層がむき出しの状態になっており、本物の超新星爆発寸前にはヘリウムすら失って炭素や酸素の層が見えている事もある。このようなタイプの超新星はスペクトル線が特有の傾向を示す。2006年に板垣公一によって発見されたII型超新星のSN 2006jcは、2年前にも板垣によって増光が確認されており、またスペクトル分析が特異な事から、2004年の増光は擬似的超新星ではないかと考えられている。

## 擬似的超新星またはその候補
- りゅうこつ座η星
- はくちょう座P星
- SN 1954J
- SN 1961V
- SN 1997bs
- SN 2000ch
- SN 2002kg
- SN 2005gl
- SN 2008S
- SN 2010dn